# Troy Ostler
Troy Ostler, conosciuto anche con il nome lettone di Trojs Ostlers (Salt Lake City, 7 ottobre 1978), è un ex cestista statunitense naturalizzato lettone.

## Carriera
Con la Lettonia ha disputato i Campionati europei del 2003.